# Paruline triste
Geothlypis philadelphia
Espèce
Statut de conservation UICN

 LC  : Préoccupation mineure
La Paruline triste (Geothlypis philadelphia, anciennement Oporornis philadelphia) est une espèce de passereaux appartenant à la famille des Parulidae.

## Répartition

zone de nidification
zone d'hivernage